# Техніка (видавництво)
Видавництво «Техніка» — державне спеціалізоване видавництво, засноване у 1930 році. Спеціалізується на виданні виробничо-технічної літератури з питань промисловості та транспорту.
Видає українською та російською мовами виробничу та науково-популярну літературу, довідники, монографії, міжвідомчі та науково-технічні збірники, плакати, буклети тощо. За радянських часів у видавництві виходив журнал: рос. «Уголь Украины».

## Історія
Видавництво засноване у 1930 році, як державне технічне видавництво. Сучасну назву носить з 1964 року.
До 1978 року видавництво розташовувалося за адресою: вулиця Пушкінська, № 28; з 1978 року — на вулиці Хрещатику, № 5.
У вересні 1995 року на базі видавництв «Будівельник» та «Техніка» створене єдине державне спеціалізоване видавництво «Техніка».
На сьогоднішній день видавництво розташовується за адресою: вул. Обсерваторна, 25.

## Нагороди
- Почесна грамота Президії Верховної Ради Української РСР (1980).